# Francesco Saverio Merlino

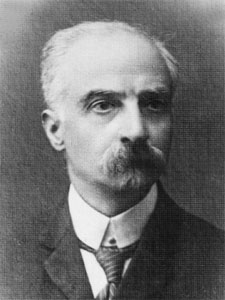
Francesco Saverio Merlino

Francesco Saverio Merlino (* 9. September 1856 in Neapel; † 30. Juni 1930 in Rom) war ein italienischer Jurist, anarchistischer Aktivist und Theoretiker des libertären Sozialismus.

## Leben
Merlino beteiligte sich schon während seines Studiums an der militanten anarchistischen Bewegung in Italien.
1884 floh er während der Revision eines Gerichtsentscheides wegen staatsfeindlicher Umtriebe ins englische Exil und bereiste die USA. 1894 war er wieder eingereist um eine revolutionäre Bewegung in Sizilien zu unterstützen, wurde jedoch verhaftet und verbrachte aufgrund der Verurteilung von 1884 bis zu einer Amnestie zwei Jahre im Gefängnis.
In den folgenden Jahren entwarf er nach umfangreichen Auseinandersetzungen mit seinem Freund Errico Malatesta eine Theorie des libertären Sozialismus.

## Werke
- Socialismo o monopolismo? (1887)
- L’Italie telle qu’elle est (1890)
- gli opuscoli Necessità e basi di un accordo (1892)
- Perché siamo anarchici? (1892) (Auszug: Schlusskapitel )
- L’individua-lismo nell’anarchismo (1893)
- Pro e contro il socialismo (1897)
- Errico Malatesta und Francesco Saverio Merlino: anarchismo e Democrazia. Soluzione anarchica e soluzione democratica del problema della libertà in una società socialista. Ein Briefwechsel aus dem Jahr 1897. Ragusa, La Fiaccola. 1974 (PDF).
- L’utopia collettivista e la crisi del “socialismo scientifico” (1898)
- Formes et essence du socialisme (1898)
- Fascismo e democrazia (1924)
- Politica e Magistratura dal 1860 ad oggi in Italia (1925)
- Il socialismo senza Marx. Studi e polemiche per una revisione della dottrina socialista (1897-1930), Massimiliano Boni, Bologna 1974.
- Il problema economico e politico del socialismo. (1948)